# Siluro Mk VIII
Il vecchio siluro Mk VIII, o Mk 8, è stata un'arma fondamentale ed efficace per la Royal Navy. Esso è stato introdotto a partire dal 1927, con impiego sia con sommergibili sia con navi di superficie.
Motorizzato con aria surriscaldata da un motore interno, esso era capace di portare il suo carico, con percorsi sia rettilinei sia preprogrammati, costituito da una carica di Amatol da 340-360kg, a 4km quando regolato per la massima velocità ben 45 nodi, oppure 6,5km a 40 nodi (erano possibili altre regolazioni a velocità più basse). Esso, a parte il pilota programmabile era privo di sistemi di ricerca automatica, senza essere mai stato aggiornato in merito. Esso venne usato con micidiale profitto per la durata della Seconda guerra mondiale, era in dotazione alle unità subacquee inglesi nucleari, assieme all'Mk 23 per ruoli ASW, mentre negli anni ottanta era in compagnia del Mk 24 Tigerfish, come dimostrato dall'affondamento del General Belgrano. Forse solo con l'avvento dello Spearfish esso è andato in pensione, passando da unità come la classe L agli SSN Classe Swiftsure.